# Abbiategrasso
Abbiategrasso település Olaszországban, Lombardia régióban, Milánó megyében. Lakosainak száma 32 425 fő (2023. január 1.). Abbiategrasso Ozzero, Robecco sul Naviglio, Vermezzo con Zelo, Albairate, Cassinetta di Lugagnano, Cerano, Vigevano, Cassolnovo és Morimondo községekkel határos.

## Népesség
A település népességének változása:
| Lakosok száma | 12 000 | 32 295 | 32 565 | 32 737 | 32 425 |
|               | 1907   | 2013   | 2017   | 2018   | 2023   |